# Indiai púposdelfin
Az indiai púposdelfin (Sousa plumbea) az emlősök (Mammalia) osztályának párosujjú patások (Artiodactyla) rendjébe, ezen belül a delfinfélék (Delphinidae) családjába tartozó faj.

## Rendszertani besorolása
Egyes biológusok és források szerint az indiai púposdelfin és a keleti delfin (Sousa chinensis) (Osbeck, 1765) ugyanabba a fajba tartozik. Ha ez így van, akkor az indiai púposdelfin alkotja a nyugati állományt, míg a keleti delfin - amint neve is utal rá - a keleti állományt.

## Előfordulása
Az indiai púposdelfin előfordulási területe Dél-Afrikától és Madagaszkár vizeitől kezdve, északra a Vörös-tengerbe és keletre India keleti partmentéig tart.

## Képek

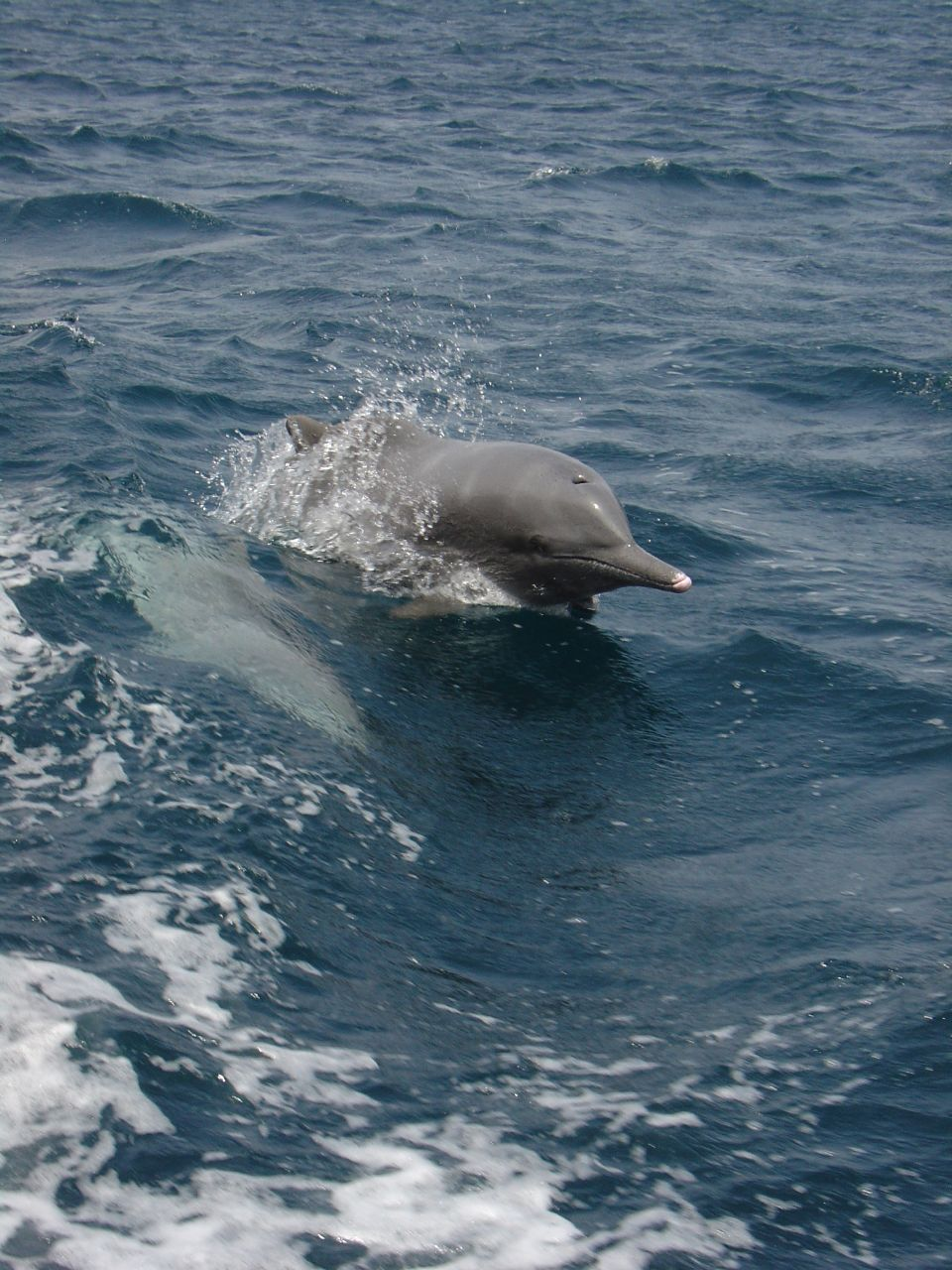
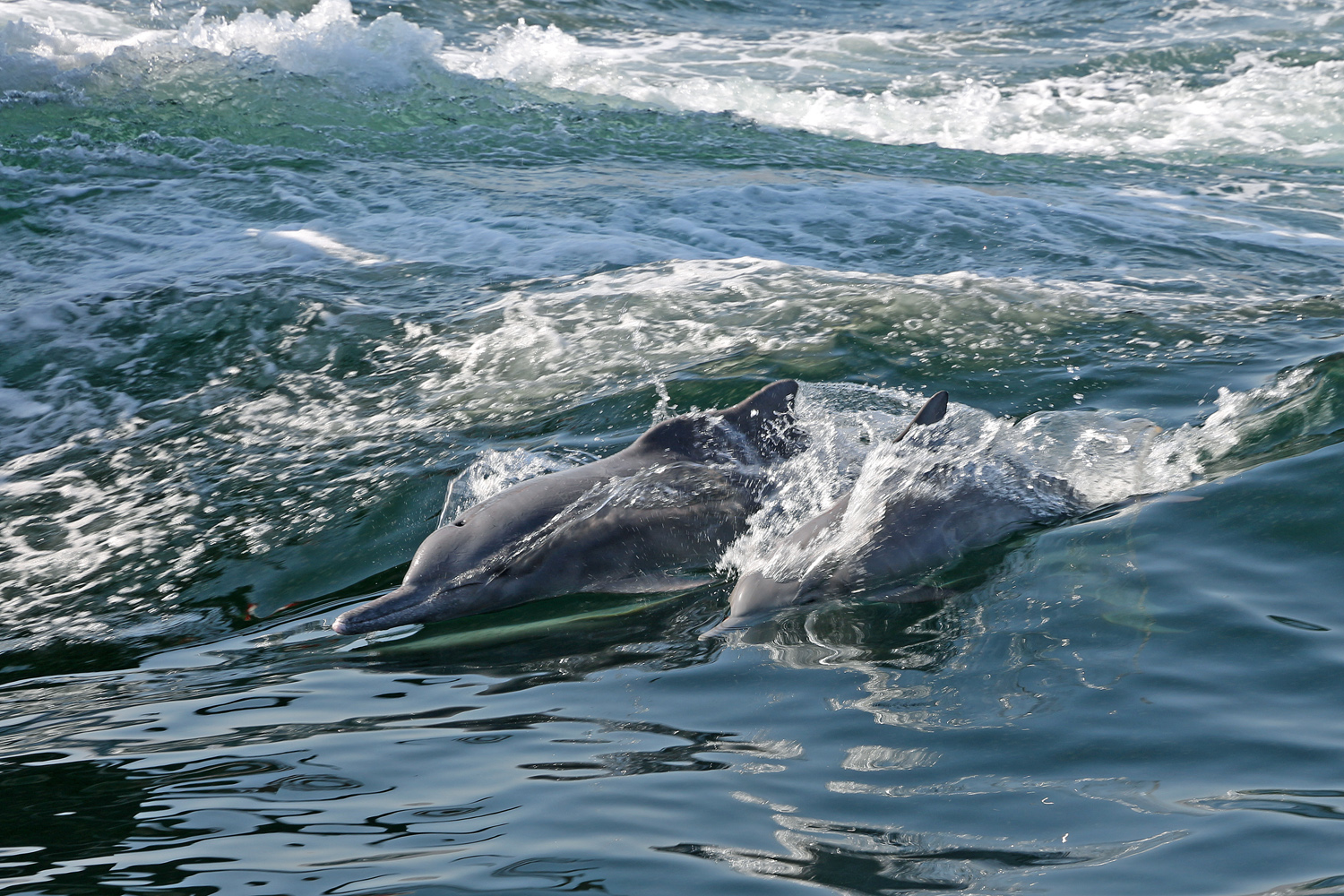

## Megjelenése
Kis és közepes méretű delfin, amelynek átlagos hossza 200-280 centiméter és testtömege 150-200 kilogramm közötti. Az indiai púposdelfinnek zsírt tartalmazó púpja van a tarkóján, míg a keleti delfinnek nagyobb a hátúszója és nincs zsírpúpja. Ez az állat általában sötétszürke színű.

## Életmódja
Főleg a partok menti vizekben - a 20 méternél sekélyebben - él, de a folyótorkolatokba és az alsó szakaszokba is felúszik. Kevesebb, mint 10 fős csapatokban úszik. Főleg csontos halakkal és fejlábúakkal táplálkozik. Rákokat ritkán fogyaszt.

## Szaporodása
A szaporodásáról igen keveset tudunk. A nőstény körülbelül 10 évesen válik ivaréretté. Az újszülött delfin körülbelül 1 méter hosszú.